# ノーンセーン駅
ノーンセーン駅（ノーンセーンえき、タイ語:สถานีรถไฟหนองแซง ）は、タイ王国中部サラブリー県ノーンセーン郡にある、タイ国有鉄道東北本線の駅である。

## 概要
ノーンセーン駅は、タイ王国中部サラブリー県の人口1万6千人が暮らすノーンセーン郡にある。駅の正面側は南東向きである。
バンコクから98.04km地点に位置し、快速列車利用で2時間20分程度である。1日に12本（6往復）の列車が発着する二等駅であり、その内訳は快速2往復、普通4往復である。又当駅近辺に石油工場、セメント工場があり、これを輸送する為の貨物列車も頻繁に往来している。クルンテープ駅から当駅を含むケンコーイ駅までの区間は複線（一部3線）区間である。 

## 歴史
タイ最初の官営鉄道であるクルンテープ駅 - アユタヤ駅間が1897年3月26日に開業した。その後ナコンラチャシーマに向け路線を延長し、1897年5月1日に当駅を含むケンコーイ駅まで開業した。
- 1897年3月26日 【開業】クルンテープ駅 - アユタヤ駅 (71.08km)
- 1897年5月1日 【開業】アユタヤ駅 - ケンコーイ駅 (54.02km)

## 駅構造
相対式及び島式1面の複合型ホーム3面3線をもつ地上駅であり、駅舎はホームに面している。